# Patyczak skrzydlaty
Patyczak skrzydlaty (Sipyloidea sipylus) – gatunek owada z rzędu straszyków i rodziny Diapheromeridae.
Gatunek ten opisany został w 1859 roku przez Johna O. Westwooda jako Necrosia sipylus. W 1893 Karl Brunner von Wattenwyl wyznaczył go gatunkiem typowym nowego rodzaju Sipyloidea.
Owad o bardzo smukłym ciele długości do około 10 cm. Czułki ma długie i nitkowate, a odnóża bardzo długie, cienkie i delikatne. Skrzydła pierwszej pary są zredukowane. Druga para skrzydeł jest w pełni rozwinięta, błoniasta, barwy różowawej. Daje ona zdolność do lotu, przy czym jest głównie lot ślizgowy. Zaniepokojony rozpyla wydzielinę obronną, zawierającą eter dietylowy, kwas octowy, aldehyd benzoesowy, limonen i benzotiazol.
Patyczak ten występuje na Madagaskarze, Mauritiusie, Reunion, Rodrigues, Jawie, Borneo, w półwyspowej części Malezji, Singapurze, Indiach, Bangladeszu, Wietnamie, Chinach, Japonii i na Tajwanie. Należy tym samym do najszerzej rozprzestrzenionych straszyków świata. Jego ojczyzną jest Azja Południowo-Wschodnia, włącznie z Tajwanem, gdzie występują populacje rozmnażające się płciowo. Populacja madagaskarska jest partenogenetyczna.
W hodowli zaleca się terrarium o wymiarach minimum 30×20×50 cm (wysokość ostatnia), temperaturę 25–27°C, wilgotność powietrza ponad 70% i zraszanie. Jako pokarm podaje się liście jeżyn. Rozmnaża się partenogenetycznie. Samice przyklejają jaja do szyb i elementów wystroju. Larwy lęgną się po 90–120 dniach, a dorosłe dożywają do 5 miesięcy.